# Catió
Catió är en ort i Guinea-Bissau. Den är huvudort för regionen Tombali, i den södra delen av landet, 70 km sydost om huvudstaden Bissau. Folkmängden uppgår till cirka 5 000 invånare.

## Geografi
Catió ligger 17 meter över havet. Terrängen runt Catió är mycket platt. Runt Catió är det ganska glesbefolkat, med 43 invånare per kvadratkilometer. Trakten runt Catió består huvudsakligen av våtmarker.